# Lucanische Dolomieten
De Lucanische Dolomieten (Italiaans: Dolomiti Lucane) is een gebergte in de Zuid-Italiaanse regio Basilicata.
Het gebergte verheft zich zo'n 20 kilometer ten oosten van de stad Potenza. Het is vernoemd naar de Dolomieten in Noord-Italië vanwege de geologische gelijkenissen tussen beide. De Lucanische Dolomieten zijn 15 miljoen jaar geleden ontstaan. De hoogste top is de Monte Impiso (1319 m). De grilligste rotsformaties zijn die van de Murge di Castelmezzano en de pinakels van de Monte Carrozze. Aan de voet van het gebergte liggen twee plaatsen: Castelmezzano en Pietrapertosa.
Sinds 1997 is het samen met het bos Gallipoli Cognato verenigd in het 27.027 hectare grote natuurpark "Parco Regionale Gallipoli Cognato e Piccole Dolomiti Lucane"